# Sporophile à col fauve
Sporophila collaris
Espèce
Statut de conservation UICN

 LC  : Préoccupation mineure
Le Sporophile à col fauve (Sporophila collaris) est une espèce de passereau appartenant à la famille des Thraupidae.

## Répartition

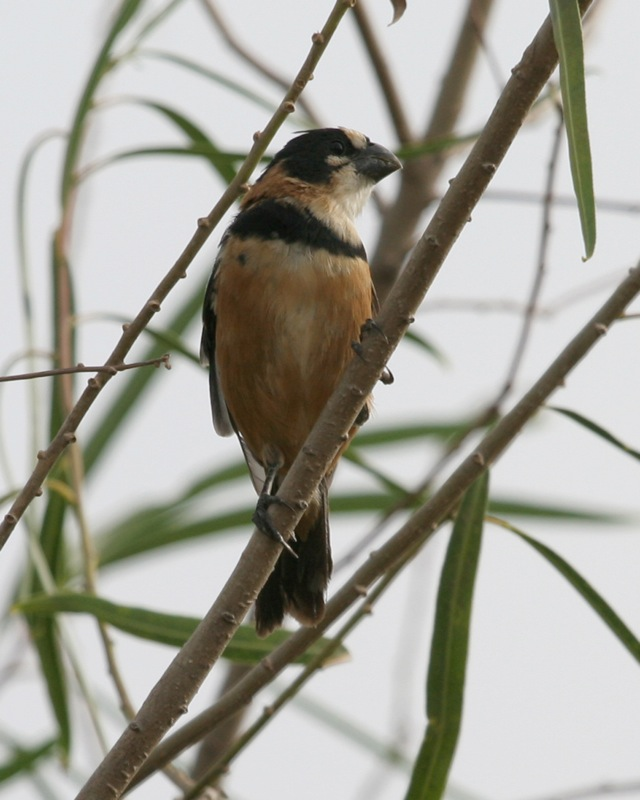

On le trouve en Argentine, Bolivie, Brésil, Paraguay et Uruguay.

## Habitat
Il habite les prairies tropicales et subtropicales de basses altitudes saisonnièrement humides ou inondées et les forêts primaires fortement dégradées.

## Description

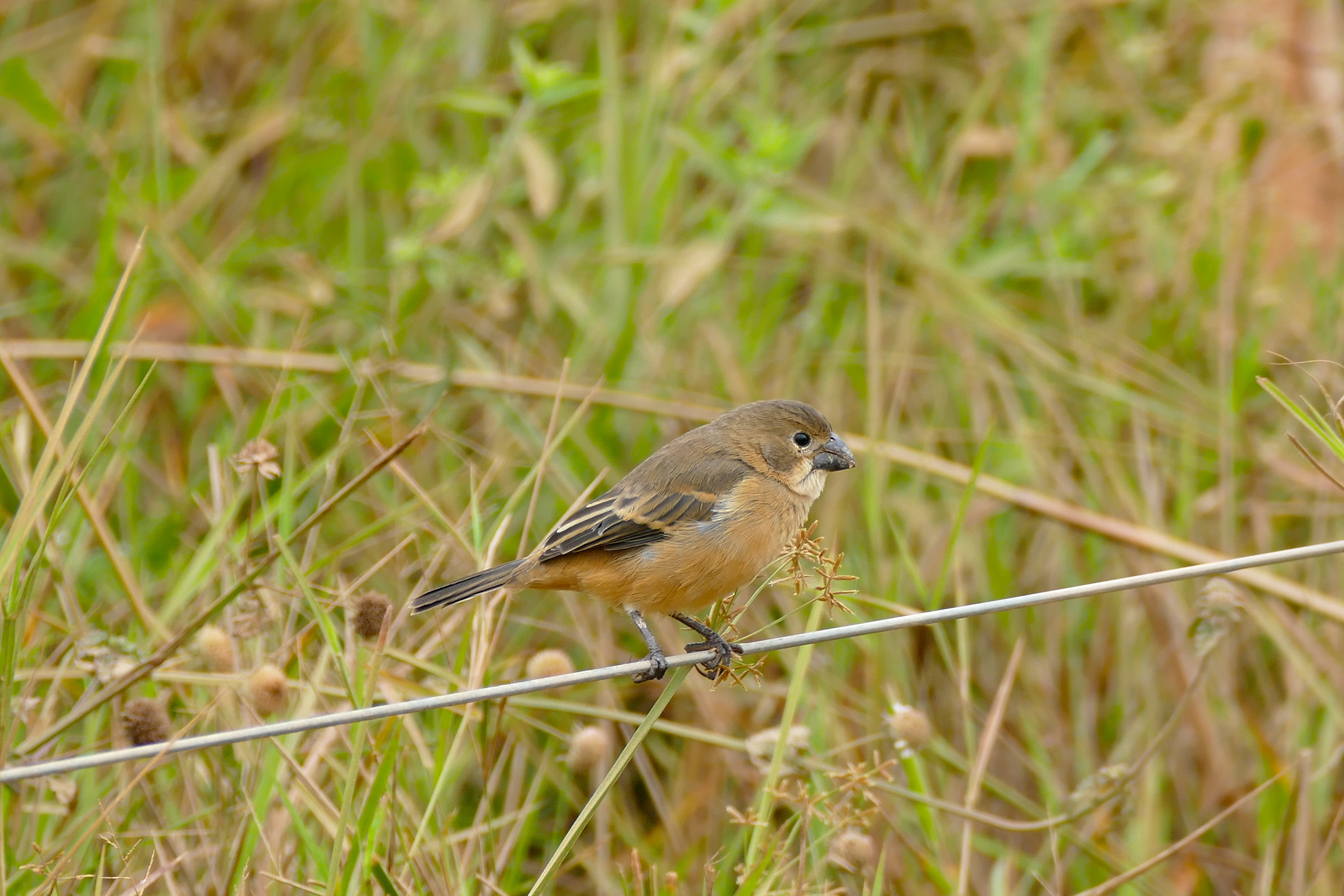
Femelle (Mato Grosso, Brésil)
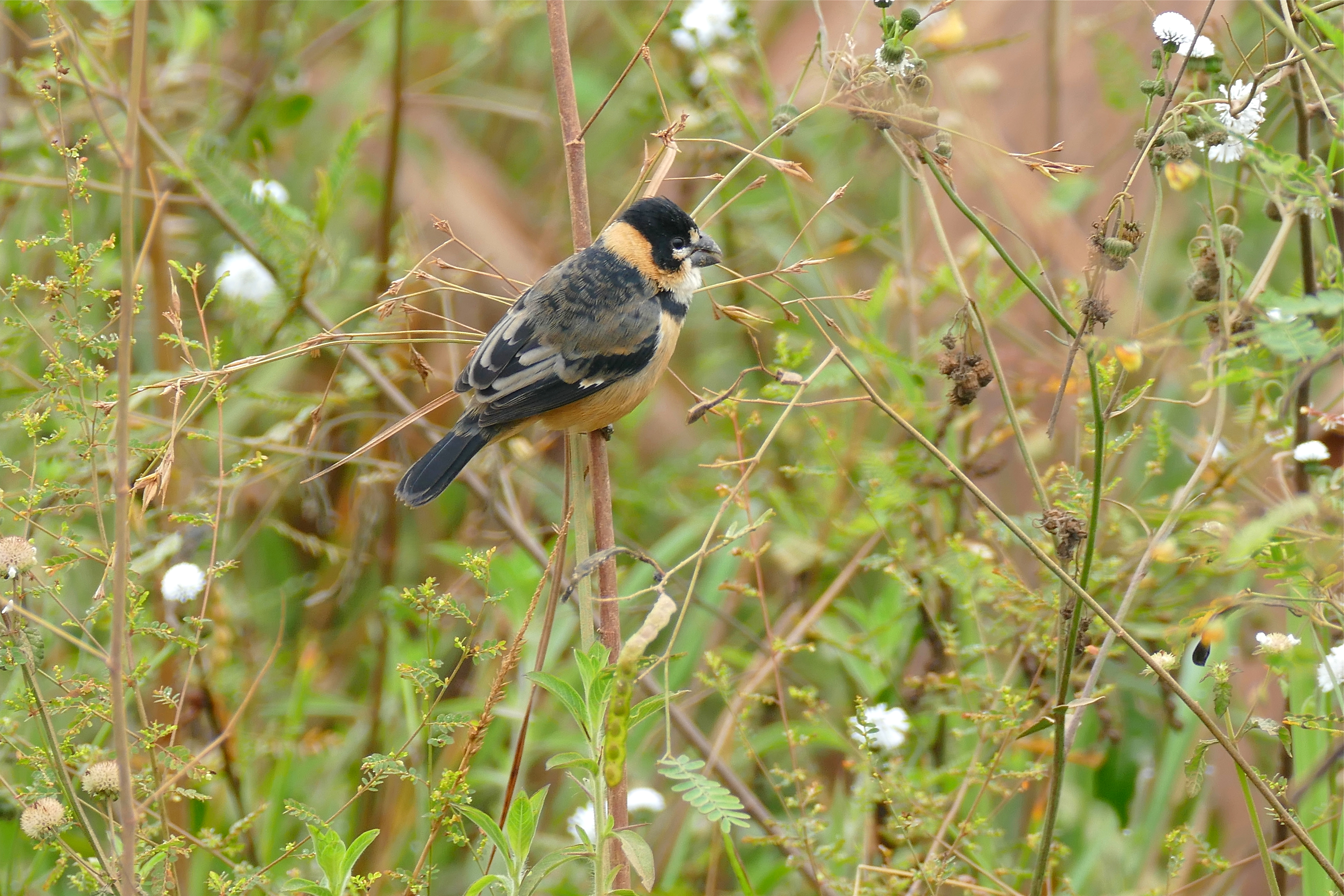
Mâle (Mato Grosso, Brésil)